# Воскресенская церковь (Батурин)
Воскресенская церковь — православный храм и памятник архитектуры национального значения в Батурине.

## История
Постановлением Кабинета Министров УССР от 24.08.1963 № 970 «Про упорядочение дела учёта и охраны памятников архитектуры на территории Украинской ССР» («Про впорядкування справи обліку та охорони пам’ятників архітектури на території Української РСР») присвоен статус памятник архитектуры национального значения с охранным № 838.
Установлена информационная доска.

## Описание
Храм входит в комплекс Национального историко-культурного заповедника «Гетманская столица». Является одним из немногих сохранившихся храмов в стиле ампир. Архитектура храма схожа с ампирными каменными сооружениями Украины конца XVIII — начала XIX веков. Сохранился в исконном виде.
Сооружена в период 1799—1803 годы в стиле ампир.
Каменный, оштукатуренный, одноглавый, крестообразный в плане храм с полукруглой апсидой с восточной стороны и колокольней над западным притвором. Венчает храм цилиндрический барабан с небольшими круглыми окнами перекрытый полусферическим куполом с фонарём и декоративной главкой. Над притвором возвышается четверик (ярус звонов) колокольни с 4 арочными проёмами, венчает купол со шпилем. Фасады украшены 4-колонными портиками (западный со спаренными колоннами), которые завершаются треугольными фронтонами. Сохранились в интерьере притвора кованные двери начала XIX века. Фасады украшены карнизами, которые отвечают антаблементу портиков. Особенности фасаду придают оконные полуциркульные и малые круглые проёмы, неглубокие полуциркульные и квадратные ниши. В нишах фасада расположены иконы.
По легенде, на месте Воскресенской церкви стояла башня «Мазепин столп» — предположительно, остатки древнего Троицкого храма, уничтоженного в 1708 году войском Меньшикова. Считается, что по приказу К. Г. Розумовского башня была разобрана, а из кирпича построена церковь, где он и был похоронен (сохранились фрагменты надгробия работы скульптора И. П. Мартоса).
В советский период храм был закрыт и переоборудован под народный театр. Во время Великой Отечественной войны храм был повреждён: разрушен купол. В послевоенный годы были проведены ремонтные работы.
В период 2006-2008 годы были проведены ремонтно-реставрационные работы. Был передан религиозной общине.